# Milyeringa veritas
Milyeringa veritas е вид лъчеперка от семейство Елеотриди (Eleotridae).

## Разпространение
Видът е разпространен в Австралия.